# Charles Frédéric Martins
Charles Frédéric Martins (6 de febrero de 1806 - 7 de marzo de 1889) fue un médico, y botánico; un apasionado por las Ciencias naturales, que vivió en París, Francia. Calificó con un doctorado de médico en París en 1834. Sería profesor de Botánica, Facultad de Montpellier, a partir de 1846. Mantuvo copiosa correspondencia con el sabio Darwin (1809-1882).
Realizó extensas expediciones botánicas a Argelia, y a Egipto. Y también publicó sobre geología y meteorología.

## Algunas publicaciones
- 1849. On the vegetable colonisation of the British Islands, Shetland, Feroe, and Iceland. Edinburgh New Philosophical Journal 46: 40--52
- 1859. Vegetable colonization of the British Isles, of Shetland, Faroe and Iceland. Ed. Smithsonian Institution. 9 pp.
- 1864. Tableau physique du Sahara orientale de la province de Constantine. París

### Libros
- 1837. Oeuvres d'histoire naturelle / Goethe, compr. divers mémoires d'anatomie comparée, de botanique et de géologie. Trad. et annotés par Ch.-Fr. Martins. Volumen 1. Ed. Cherbuliez. 468 pp.
- 1840. Observations sur les glaciers du Spitzberg, comparés à ceux de la Suisse et de la Norvège. 36 pp.
- 1842. Remarques et expériences sur les glaciers sans névé de la chaine du Faulhorn. 26 pp.
- 1843. Un hivernage scientifique en Laponie. 31 pp.
- Ludwig F. Kaemtz, Ch Martins, Léon Louis Lalanne. 1843. Cours complet de météorologie. Ed. Paulin. 576 pp. En línea
- 1848. Mémoire sur les températures de la mer glaciale, à la surface, à de grandes profondeurs, et dans le voisinage des glaciers du Spitzberg. 73 pp. En línea
- Johann Wolfgang von Goethe, Charles Frédéric Martins. 1848. Memoire Sur Les Temperatures de La Mer Glaciale. Ed. Typ. de Firmin Didot Hnos. 73 pp. En línea. Reeditó en 2010 Kessinger Publ. 74 pp. ISBN	1160184186
- 1858. Promenade botanique le long des côtes de l'Asie-Mineure, de la Syrie et de l'Égypte. Ed. Martel. 32 pp.
- 1860. Des causes du froid sur les hautes montagnes. 28 pp.
- 1865. Deux ascensions scientifiques au Mont-Blanc: leurs résultats immédiats pour la météorologie, la physique et les sciences naturelles. Ed. J. Cayle. 38 pp. En línea
- 1866. Du Spitzberg au Sahara: étapes d'un naturaliste au Spitzberg, en Laponie, en Ecosse, en Suisse, en France, en Italie, en Orient, en Egypte et en Algérie. Ed. J.-B. Baillière e Hijos. 619 pp. En línea

## Honores
- Miembro corresponsal de la "Sociedad Geológica de Londres"

### Epónimos
- (Lamiaceae) Mesosphaerum martinsii Kuntze[3]
- (Lamiaceae) Mesosphaerum martinsii Kuntze[4]
- (Rubiaceae) Ixora martinsii Standl.[5]
- (Rubiaceae) Uragoga martinsii Kuntze[6]

- La abreviatura «Martins» se emplea para indicar a Charles Frédéric Martins como autoridad en la descripción y clasificación científica de los vegetales.[7]